# Susanne Klattenová
Susanne Klattenová, rodným jménem Quandtová (* 28. dubna 1962 Bad Homburg vor der Höhe) je německá podnikatelka a miliardářka. Podle časopisu Forbes je nejbohatší německou ženou, třetím nejbohatším Němcem a 50. nejbohatším člověkem světa. K roku 2021 byl její majetek odhadován na 25 miliard dolarů. Pochází z podnikatelské rodiny Quandtů, která založila automobilku BMW. Ona drží 19,2 procenta akcií této automobilky (její bratr Stefan Quandt o něco více, 23,7 procenta). Drží většinový akciový podíl ve farmaceutické firmě Altana, firmě kterou založil její otec Herbert Quandt. Aktivně se věnuje řízení této společnosti. Patří k největším sponzorům středopravicové německé strany CDU. V roce 2009 vzbudila pozornost aféra, kdy se ukázalo, že Klattenovou vydíral švýcarský gigolo Helg Sgarbi. Vydíral ji nahrávkou intimních her v hotelu a vytáhl z ní celkem sedm milionů euro. Nakonec ho Klattenová udala, načež vyšly najevo i další jeho zločiny.